# ميشيل غيرفيه
ميشيل غيرفيه (بالإنجليزية: Michel Gervais)‏ (27 مايو 1944 - 8 مايو 2022) هو أكاديمي كندي، كان الرئيس الثاني والعشرين لجامعة لافال، وذلك في الفترة ما بين 1987 حتى 1997.